# 任意子
任意子（英語：anyon）是数学和物理学中的一个概念。它描述一类只在二维系统中出现的粒子。它是对费米子和玻色子概念的广义化。

## 阿贝尔任意子
在石墨烯、量子霍尔效应等二维物理系统中任意子这个数学概念变得越来越有用。
在三维以上的空间里，粒子根据其统计特性的不同只能是费米子或者是玻色子。费米子遵从费米-狄拉克统计，玻色子遵从玻色-爱因斯坦统计。在量子力学中这些统计是根据多粒子状态下粒子交换的反应来描写的。使用狄拉克符号在两粒子状态中为：
{\displaystyle \left|\psi _{1}\psi _{2}\right\rangle =\pm \left|\psi _{2}\psi _{1}\right\rangle }
其中{\displaystyle \left|\dots \right\rangle }中的第一项是第一个粒子的状态，第二项是第二个粒子的状态。因此公式的左侧的意思是“粒子一在{\displaystyle \psi _{1}}状态和粒子二在{\displaystyle \psi _{2}}状态”。加号相应于两个粒子都是玻色子，减号相应于两个粒子都是费米子（玻色子和费米子混合的状态是不可能的）。
1977年，奥斯陆大学的两名学者证明在二维系统中准粒子可以连续地遵循费米-狄拉克统计和玻色-爱因斯坦统计之间的任何统计。使用上面两粒子系统的例子其公式为：
{\displaystyle \left|\psi _{1}\psi _{2}\right\rangle =e^{i\,\theta }\left|\psi _{2}\psi _{1}\right\rangle }
{\displaystyle i}是复数计算中的虚数单位，{\displaystyle \theta }是一个实数。{\displaystyle |e^{i\theta }|=1}，{\displaystyle e^{2i\pi }=1}和{\displaystyle e^{i\pi }=-1}。假如{\displaystyle \theta =\pi }我们获得费米-狄拉克统计（负号），假如{\displaystyle \theta =2\pi }我们获得玻色-爱因斯坦统计（正号）。在其间我们获得其它统计。任意子这个名称是弗朗克·韦尔切克起的，因为这些粒子在进行粒子交换的情况下可以有任意相。
我们也可以用{\displaystyle \theta =2\pi s}，其中粒子的自旋量子数s对于玻色子而言是整数，对于费米子而言是半整数。因此：
{\displaystyle e^{i\theta }=e^{2i\pi s}=(-1)^{2s}}，或者{\displaystyle \left|\psi _{1}\psi _{2}\right\rangle =(-1)^{2s}\left|\psi _{2}\psi _{1}\right\rangle }
在边界上，分数量子霍尔效应任意子被限制在一维空间中移动。一维任意子的数学模型提供了上述交换关系的基础。

### 拓扑相等
任意子跟下面的概念相关：
- 同伦
- 辫理论
- 路徑積分表述[3][4]
- 阿哈罗诺夫－玻姆效应

### 实验
1982年，崔琦发现了分數量子霍爾效應，赢了物理学诺贝尔奖。他的作品说明了任意子可能有石墨烯和半导体的引用。2020年，任意子的统计特性的理论预言被实验证实。

## 拓扑学基础
在任何二维以上的空间里，自旋統計定理规定任何多粒子状态都必须要么遵循费米-狄拉克统计，要么遵循玻色-爱因斯坦统计。这与{\displaystyle n>2}的基本群有关，其值为{\displaystyle \mathrm {Z} _{2}}（有两个元素的循環群）。因此这里只有两个可能性（这里的细节比上述的要复杂，但是最关键的原因是这个）。
在二维空间里情况发生了变化，这里的基本群是{\displaystyle Z}（无限循环）。这意味着不是通用覆盖：它们不是單連通。详细地说特殊正交群的射影表示不仅仅有或者其二重覆盖群旋量群的线性表示。而这些额外的表示被称为任意子。
这个概念对非相对论系统也有效。关键是空间旋量群是有无限基本群的。
这个事实也与紐結理論中著名的辫群有关。在二维中两个粒子的排列群不再是对称群{\displaystyle S_{2}}，而是辫子群{\displaystyle B_{2}}了。这样也可以来理解这个问题。
有一种考虑解决量子计算机中的稳定性问题的方法是使用任意子制成的拓扑量子计算机（topological quantum computer）。这种计算机使用准粒子作为线程，使用辫理论来设计稳定的逻辑门。

## 非阿贝尔任意子
文小刚发现了分數量子霍爾效應自然地给出非阿贝尔任意子。阿列克谢·基塔耶夫表示了我们可以用非阿贝尔任意子来创造拓扑量子计算机。